# Aux sept vents
Pour plus de détails, voir Fiche technique et Distribution.
Aux sept vents (На семи ветрах, Na semi vetrakh) est un film soviétique réalisé par Stanislav Rostotski, sorti en 1962,.

## Synopsis
L'histoire commence la veille de la Grande guerre patriotique. Le capitaine Viatcheslav Souzdalev invite sa fiancée Svetlana à le rejoindre dans sa maison située dans le grand banlieue. Mais lorsqu'elle arrive, la maison est vide, Viatcheslav est parti sur le front. Malgré tout, Svetlana décide de rester dans la maison et d'attendre son bien-aimé. Après un certain temps, les Allemands commencent à s'approcher de la périphérie de la ville, défendue par l'armée soviétique. La maison accueille d'abord la rédaction du journal militaire, puis un hôpital, et plus tard le bâtiment est utilisé comme base militaire.

## Fiche technique
- Titre français : Aux sept vents
- Réalisation : Stanislav Rostotski
- Scénario : Alexandre Galitch
- Photographie : Viatcheslav Choumski
- Musique : Kirill Moltchanov
- Décors : Sergueï Serebrennikov
- Montage : Valentina Mironova
- Son : Nikolaï Ozornov
- Format : noir et blanc - mono
- Production : Studio Gorki
- Pays : Union soviétique
- Sortie : 8 mai 1962

## Distribution
- Larissa Loujina : Svetlana Ivachova
- Viatcheslav Tikhonov : capitaine Viatcheslav Souzdalev
- Viatcheslav Nevinny : capitane Iouri Zoubarev
- Mikhail Troïanovski : commissaire Waldemar Peterson
- Sofia Piliavskaïa : Dolly Petrova
- Vladimir Zamanski : lieutenant Vlaldimir Vassiliev
- Margarita Strounova : Zinotchka
- Klara Loutchko : Natalia Gousseva, médecin militaire
- Leonid Bykov : Garkoucha, mitrailleur
- Svetlana Droujinina : Tonia, infirmière
- Lydia Savtchenko : Moussia, infirmière
- Lioudmila Tchoursina : Nastia, infirmière
- Victor Pavlov : Mitia Ogoltsov, soldat
- Pavel Vinnik : major Sotnik
- Saveli Kramarov : soldat blessé
- Iouri Doubrovine : lieutenant Senetchka